# Kunovica
Kunovica (em cirílico: Куновица) é uma vila da Sérvia localizada no município de Niška Banja, pertencente ao distrito de Nišava, na região de Ponišavlje. A sua população era de 46 habitantes segundo o censo de 2011.

## Demografia
| 1948 | 1953 | 1961 | 1971 | 1981 | 1991 | 2002 | 2011 |
| ---- | ---- | ---- | ---- | ---- | ---- | ---- | ---- |
| 637  | 612  | 572  | 375  | 277  | 181  | 101  | 46   |